# Treskavica
Il Treskavica (in cirillico Трескавица) è un gruppo montuoso della Bosnia ed Erzegovina appartenente alla catena delle alpi Dinariche; il picco di Mala Ćaba (Đokin Toranj), alto 2 088 m s.l.m., è la più alta delle montagne che circondano Sarajevo.

## Geografia

Il Treskavica appartiene al gruppo a sud di Sarajevo (B20).

Dal punto di vista geologico il gruppo del Treskavica appartiene alle alpi Dinariche, formato prevalentemente da rocce sedimentarie con stratificazione primaria e secondaria, in particolare calcari e dolomiti.
Lungo i profili montuosi si sviluppano una serie di laghetti di montagna di cui Veliko Jezero ("lago grande"), situato ad un'altitudine di 1 548 m, è il maggiore per dimensione. Sono presenti inoltre le sorgenti di diversi fiumi: il Bistrica, tributario della Drina, lo Željenica, tributario del Bosna, il Ljuta e il Rakitnitca, entrambi tributari della Narenta.
Il massiccio culmina in varie cime tra cui le principali sono il Mala Ćaba (2 088 m), la Pašina Planina (2 070 m), il Mali Treskač (1 950 m) e il Lupoč (1 773 m).
La parte settentrionale del massiccio è caratterizzata vegetazione verdeggiante; al contrario i versanti più meridionali sono prevalentemente carsici e dall'aspetto aspro e arido. Endemico della regione è il Lilium bosniacum, un giglio diffuso esclusivamente in Bosnia ed Erzegovina. Un tempo non era raro l'avvistamento di camosci.

## Guerra in Bosnia ed Erzegovina
Le montagne del Treskavica si trovarono sul fronte della battaglia durante la guerra in Bosnia ed Erzegovina tra il 1992 e il 1995. Numerosi combattimenti ebbero luogo nel corso della conquista della città di Trnovo, per il controllo dell'enclave di Goražde ed in generale durante l'intero assedio di Sarajevo.
Dopo la guerra il confine tra le due entità amministrative fu tracciato parallelamente ai precedenti confini, tagliando il massiccio in due zone: la parte sud-orientale si trova nella Repubblica Serba, mentre la parte nord-occidentale appartiene alla Federazione di Bosnia ed Erzegovina.

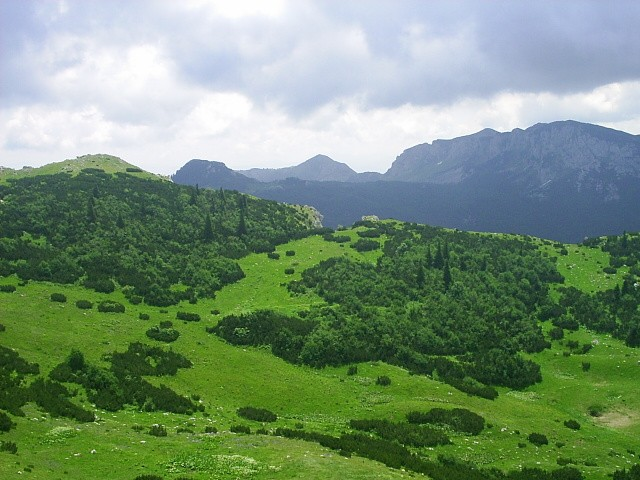
I rilievi verdeggianti del Treskavica.

## Escursionismo
Dall'epoca della guerra parecchie mine e ordigni inesplosi si trovano tuttora nell'area, tuttavia il Treskavica è tornato ad essere meta per gli escursionisti e alcuni rifugi sono stati riaperti (Sustavac, Turnovi Stan).
Nel 2010 è stato riaperto un sentiero che conduce dal lago Veliko Jezero fino alla cima Mala Ćaba. Questa è anche nota come Đokin Toranj per via di una torre di osservazione un tempo presente sulla sommità, distrutta e rimossa durante la guerra.
La via più breve per raggiungere Mala Ćaba parte da Trnovo e passando per i rifugi Turovi e Sustavac raggiunge il lago Veliko Jezero; il percorso continua poi fino alla vetta indicato da chiari segnali. Un altro approccio alla vetta passa per il rifugio Vrela e il villaggio di Sinanovići.